# Melicope jonesii
Melicope jonesii är en vinruteväxtart som beskrevs av Thomas Gordon Hartley. Melicope jonesii ingår i släktet Melicope och familjen vinruteväxter. Inga underarter finns listade i Catalogue of Life.